# Milohnići
Milohnići su naselje u Hrvatskoj u sastavu Grada Krka. Nalaze se u Primorsko-goranskoj županiji.

## Zemljopis
Jugozapadno je Brzac, jugoistočno su Linardići, istočno su Nenadići, sjeveroistočno su Poljica.

## Stanovništvo
| broj stanovnika | 136   | 150   | 164   | 156   | 151   | 185   | 198   | 176   | 206   | 184   | 170   | 123   | 104   | 77    | 82    | 87    | 102   |
|                 | 1857. | 1869. | 1880. | 1890. | 1900. | 1910. | 1921. | 1931. | 1948. | 1953. | 1961. | 1971. | 1981. | 1991. | 2001. | 2011. | 2021. |